# 褐炭

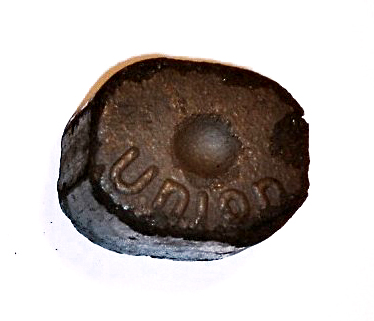
ブリケット加工された褐炭。

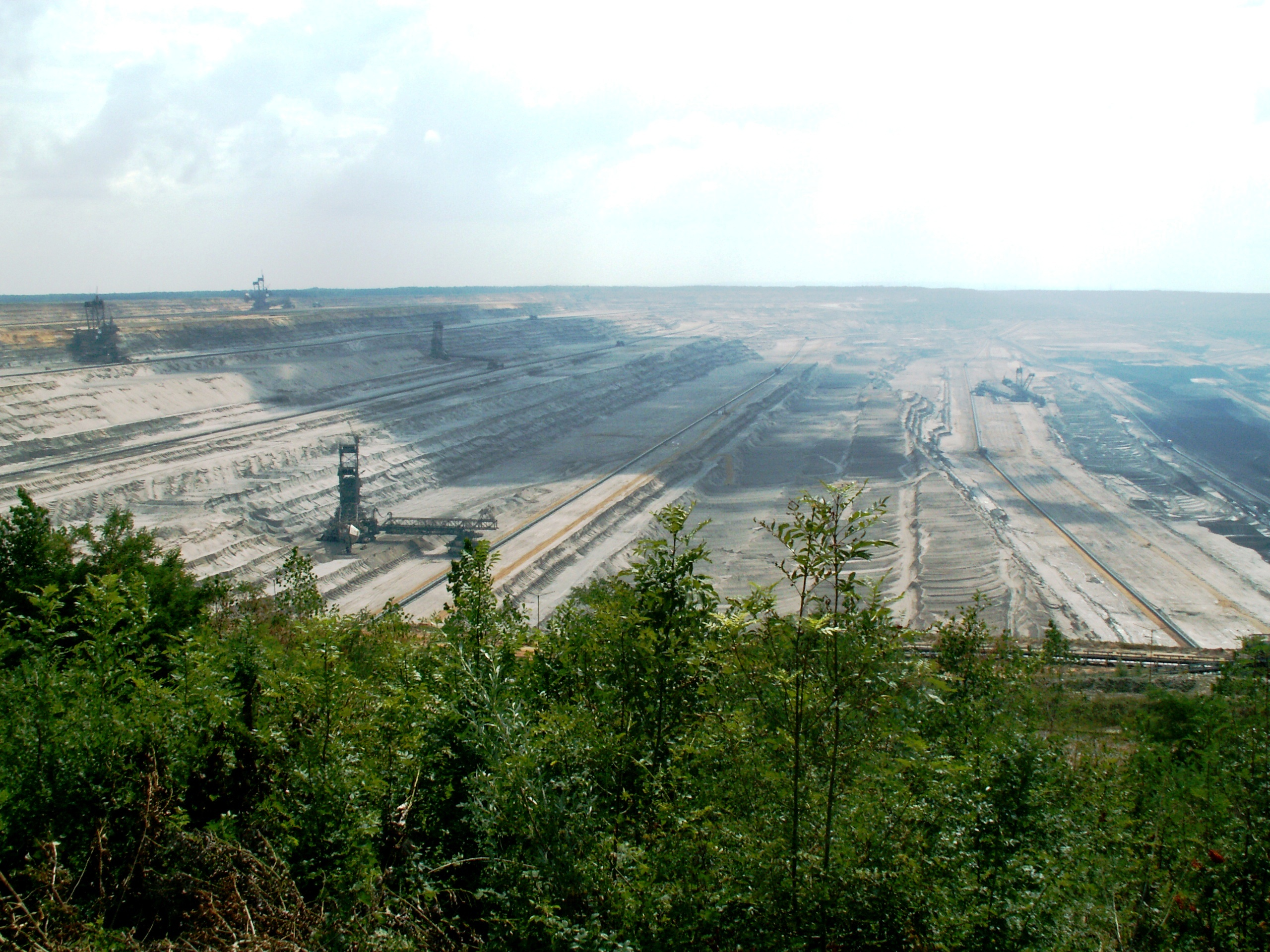
ドイツ・ハンバッハでの褐炭露天掘り風景。ケルンの西方に多数存在するこれらの露天掘鉱山は、採掘終了後は巨大な人造湖になる予定。一方で、景観破壊、住民集団移転も問題になっている。

褐炭（かったん、Lignite、brown coal）あるいは亜炭（あたん）とは、石炭の中でも石炭化度が低く、水分や不純物の多い、最も低品位なものを指す。燃料としては重視されないが、褐炭のごく一部に黒玉として珍重されるものも存在する。続成作用を強く受けていないため、セコイヤなどの木片の組織が観察されることも多い。仙台市内で産出される亜炭の中には、組織がしっかり残っているものもあり埋れ木として細工物の材料にもなった。

## 褐炭の成分
褐炭は通常暗褐色から帯褐色を呈する。より高品位な瀝青炭に比べ暗炭が多く、水分、腐植酸、酸素に富む。灰分（ミネラル）の割合は産炭地によって様々である。水分が重量の半分以上（多い場合は66%）を占めるのが特徴である。これは褐炭の細孔容積が大きい（隙間が多い）ため、水分が滲み込みやすいからである。酸素官能基も多いため親水性が高く、水分と水素結合しやすいので水分が多い。産地により雑多な化合物が多く、褐炭の成分は非常に多様である。日本では褐炭を亜炭と呼ぶことがあるが、これは行政上の用語であり、学術用語としては用いられない。
炭素の少なさと水分の多さにより発熱量は低い。褐炭の熱含有量（heat content）は、水分やミネラルを考慮しない基準で10MJ/kgから20MJ/kg（1ショートトンあたり900万BTUから1700万BTU）である。

## 利用
世界の褐炭・亜炭の埋蔵量は、より高品位の石炭の埋蔵量をしのぐ6000億トン以上の規模とされる。日本国内でも埋蔵量は多く、東北地方だけでも3億トンとも推測されている。
水分量が多いため、重くてかさばり輸送コストがかかるわりにはエネルギーをあまり生産できず、燃料としてのエネルギー効率は悪い。また、空気中の酸素と化学変化して自然発火する恐れのある官能基が多いので、保管・輸送には適さない。その上、乾燥すると粉末状になり、粉塵爆発の危険が生じる。このため、保管・輸送する際にはブリケット加工を施して、空気との接触面積を小さくする対策が必要になる。これらの手間を省きビジネス上の採算を確保するため、採掘地付近（山元）に火力発電所を建設して、そのまま燃料に使われることも多い。
その他、第四級アンモニウムカチオンと化学反応した褐炭（amine treated lignite、ATL）は、石油などを掘削する際の掘削泥水に混ぜ、液体の損失を少なくするために使われる。
褐炭は輸送効率とエネルギー効率の悪さから、高品位炭に比べ世界市場での取引は少ない。また露天掘りのため自然環境を破壊することや、無煙炭を燃やす工場や発電所に比べて褐炭を燃やす施設の二酸化炭素排出量（特に、地中や水中への炭素隔離を行わない場合）や煤煙が多いことから、環境負荷の大きい褐炭の使用は欧州などでは政治的な問題ともなっている。例えばドイツは長らく採掘量で世界一の座を占めてきたが、2018年、政府の委員会の報告書の中で褐炭の採掘を段階的に削減していく方針を打ち出した。しかしながら2023年現在でも一部の活動家によって採掘の即時中止、炭鉱の即時閉鎖を求める抗議活動が盛んに行われている。
一方で、世界の石炭埋蔵量の半分を褐炭が占めることから、採掘地での発電以外の利用を図るために、褐炭から水分を取り除くなど、輸送・燃焼の効率を上げるための改良技術も研究されている。また、石炭ガス化複合発電において、ガス化した褐炭を用いて発電コストを低く抑える研究も行われている。
オーストラリア南東部ビクトリア州ラトロブ市の閉鎖された褐炭鉱では、日本が協力して水素を取り出すことで再生を目指すプロジェクトが進んでいる。
| 順位 | 国名           | 採掘量 （単位：百万トン） | 順位 | 国名                     | 採掘量 （単位：百万トン） |
| ---- | -------------- | ------------------------- | ---- | ------------------------ | ------------------------- |
| 1    | ドイツ         | 178.0                     | 11   | インド                   | 30.0                      |
| 2    | アメリカ合衆国 | 75.0                      | 12   | ルーマニア               | 27.9                      |
| 3    | ロシア         | 74.8                      | 13   | ブルガリア               | 23.2                      |
| 4    | ギリシア       | 69.1                      | 14   | インドネシア             | 23.0                      |
| 5    | オーストラリア | 66.9                      | 15   | タイ王国                 | 22.0                      |
| 6    | トルコ         | 64.3                      | 16   | ハンガリー               | 12.6                      |
| 7    | ポーランド     | 59.9                      | 17   | メキシコ                 | 12.3                      |
| 8    | チェコ         | 48.9                      | 18   | カナダ                   | 11.4                      |
| 9    | 中華人民共和国 | 48.3                      | 19   | ボスニア・ヘルツェゴビナ | 8.0                       |
| 10   | セルビア       | 34.0                      | 20   | スペイン                 | 7.5                       |

### 日本国内での利用
品質に関しては石炭化が十分に進んでいないために不純物や水分を多く含み、得られる熱量が小さいことから、製鉄などの工業用途には向かない。日本では明治年間から1950年代まで全国各地で採掘され、主に家庭用燃料として重宝された。特に、第二次世界大戦中および直後においては、燃料の輸送事情が極端に悪化したため、仙台市や名古屋市などの大都市や、長野市などの中規模都市の市街地などでも盛んに採掘が行われて利用された。岐阜県可児郡御嵩町は明治初期から開発が進み、最盛期には全国産出量の4分の1以上を占め、炭鉱の町として栄えた。
宮城県大崎市は三本木亜炭の産地であり、亜炭記念館には日本最大の亜炭塊が展示されている。
亜炭は不純物が多いために、着火性が悪く燃焼時にも独特の臭気や大量の煤煙を出すことから、燃料事情が好転すると早々に都市ガスや石油などへの転換が進められた。
2000年代の日本では、燃料としての亜炭の使用は皆無であり、輸入された亜炭（褐炭を含む）が飼料の添加物や土壌改良材などに用いられるのみである。

#### 廃坑の問題
土砂を埋め戻したり、水を注入させ空間を埋めなければ、地震時などに災害が発生することが懸念されているが、小規模な業者や個人による無計画な採掘も多く、採掘場所が不明確な地域もある。
御嵩町は1968年に採掘が終了したが、網の目状に広がっているとされる空洞の全容が解明されず、陥没事故が起こり問題視されている。仙台では幕末から小規模な採掘が行われていたが記録が少なく、1980年代頃から住宅地で陥没が発生しているが、抜本的な対策が講じられない状況にある。